# Pedro Vitor (piłkarz)
Pedro Vitor, właśc. Pedro Vitor Ferreira da Silva (ur. 20 marca 1998 w Palmeira dos Índios) – brazylijski piłkarz, grający na pozycji pomocnika.

## Kariera piłkarska

### Kariera klubowa
Wychowanek klubu Sport Recife, w barwach którego rozpoczął karierę piłkarską. 11 sierpnia 2018 przeszedł do greckiego AEK Ateny, ale już wkrótce, 31 sierpnia przeniósł się do Arisu Saloniki. 20 lutego 2019 podpisał kontrakt z FK Lwów. 17 lutego 2020 został wypożyczony do Kuopion Palloseura.